# Horst Denzer
Horst Denzer (* 3. Mai 1941 in Karlsruhe) ist ein deutscher Politikwissenschaftler.

## Leben
Nach einem Studium der Politikwissenschaft, Geschichte, Philosophie und Germanistik in Freiburg im Breisgau, Berlin und München wurde Denzer 1971 bei Hans Maier promoviert. Er war danach bis 1974 Wissenschaftlicher Angestellter beim Deutschen Institut für Fernstudienforschung an der Universität Tübingen und von 1974 bis 1979 an der Universität Augsburg tätig. 1972–1980 hatte er einen Lehrauftrag für Politische Wissenschaft an der LMU München und war von 1977 bis 1979 Regionalreferent der Europa-Union Bayern für Schwaben. Von 1980 bis 1987 war er Akademischer Rat auf Zeit am Geschwister-Scholl-Institut für Politikwissenschaft der LMU München. Von 1988 bis 1997 arbeitete er als Referatsleiter im Range eines Ministerialrats in der Bayerischen Staatskanzlei. 1993/94 erfolgte eine Abordnung im Rahmen der Verwaltungsaufbauhilfe in die Staatskanzlei des Landes Mecklenburg-Vorpommern. Von 1997 bis 2002 war Denzer Leitender Akademischer Direktor im Bayerischen Staatsministerium für Unterricht, Kultus, Wissenschaft und Kunst mit Beurlaubung zur Dienstleistung als Dozent an die Akademie für Politische Bildung Tutzing. 2004 erfolgte seine Versetzung in den Ruhestand.

## Veröffentlichungen
- Moralphilosophie und Naturrecht bei Samuel Pufendorf. Eine geistes- und wissenschaftsgeschichtliche Untersuchung zur Geburt des Naturrechts aus der praktischen Philosophie (= Münchener Studien zur Politik, 22). C. H. Beck, München 1972, ISBN 3-406-03732-1 (zugleich: München, Univ., Philos. Fak., Diss. 1971).
- (Hrsg.): Samuel Pufendorf: Die Verfassung des Deutschen Reiches (= Bibliothek des deutschen Staatsdenkens, Band 4). Insel Verlag, Frankfurt am Main / Leipzig 1994, ISBN 3-458-16655-6.
- mit Hans Maier (Hrsg.): Klassiker des politischen Denkens. 2 Bände, C. H. Beck, 3. Auflage, München 2007, ISBN 978-3-406-56842-8 (zuerst 1968/69).